# Dalovice (district de Karlovy Vary)
Pour les articles homonymes, voir Dalovice.
Dalovice (en allemand : Dallwitz) est une commune du district et de la région de Karlovy Vary, en République tchèque. Sa population s'élevait à 1 993 habitants en 2024.

## Géographie
Dalovice est arrosée par l'Ohre et se trouve dans les monts Métallifères, à 3 km au nord-est du centre de Karlovy Vary et à 112 km à l'ouest-nord-ouest de Prague.
La commune est limitée par Sadov au nord et à l'est, par Karlovy Vary au sud et au sud-ouest, et par Otovice au nord-ouest.

## Histoire
La première mention écrite de la localité date du milieu du XVe siècle.

## Patrimoine

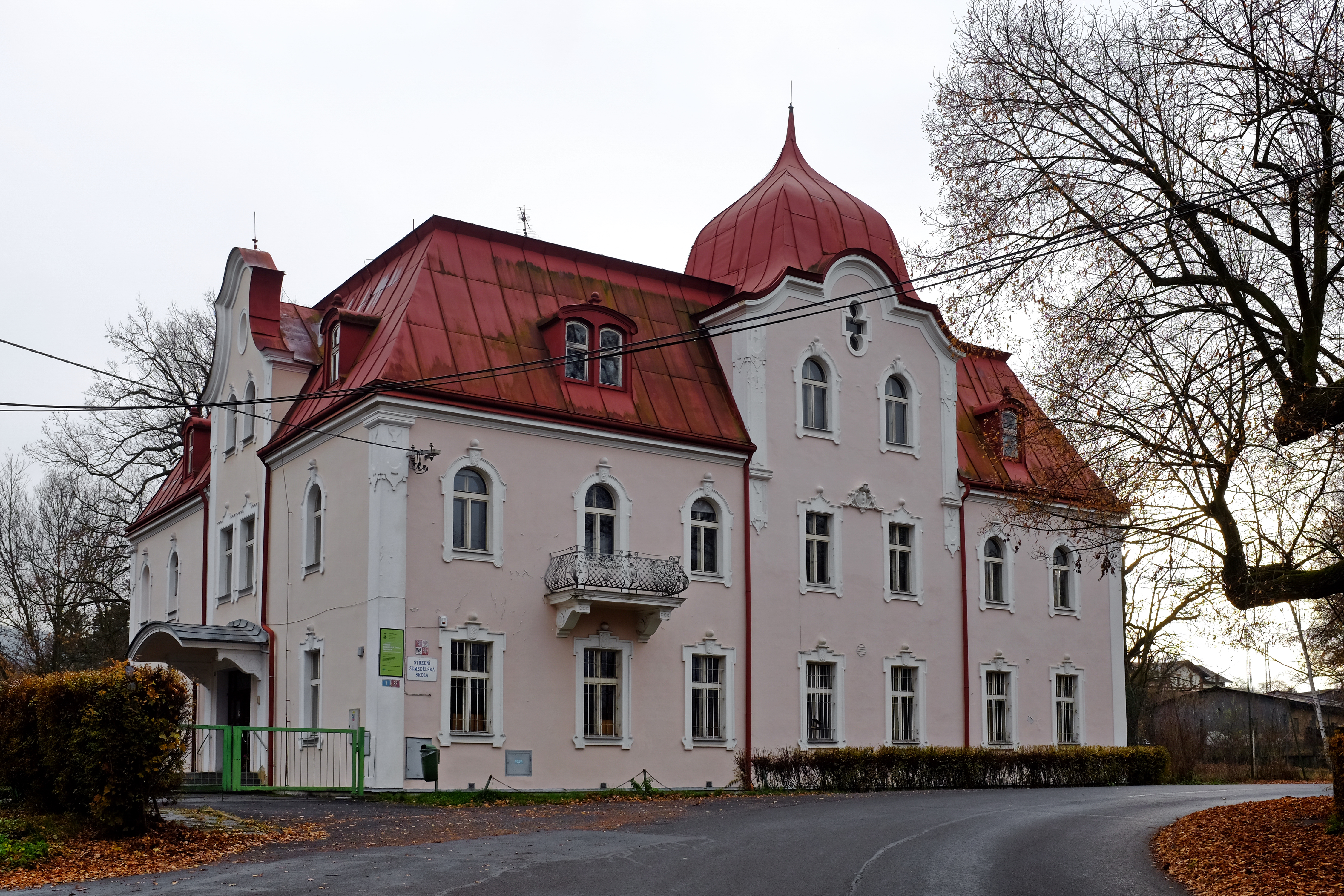
Dalovice : ancien château.
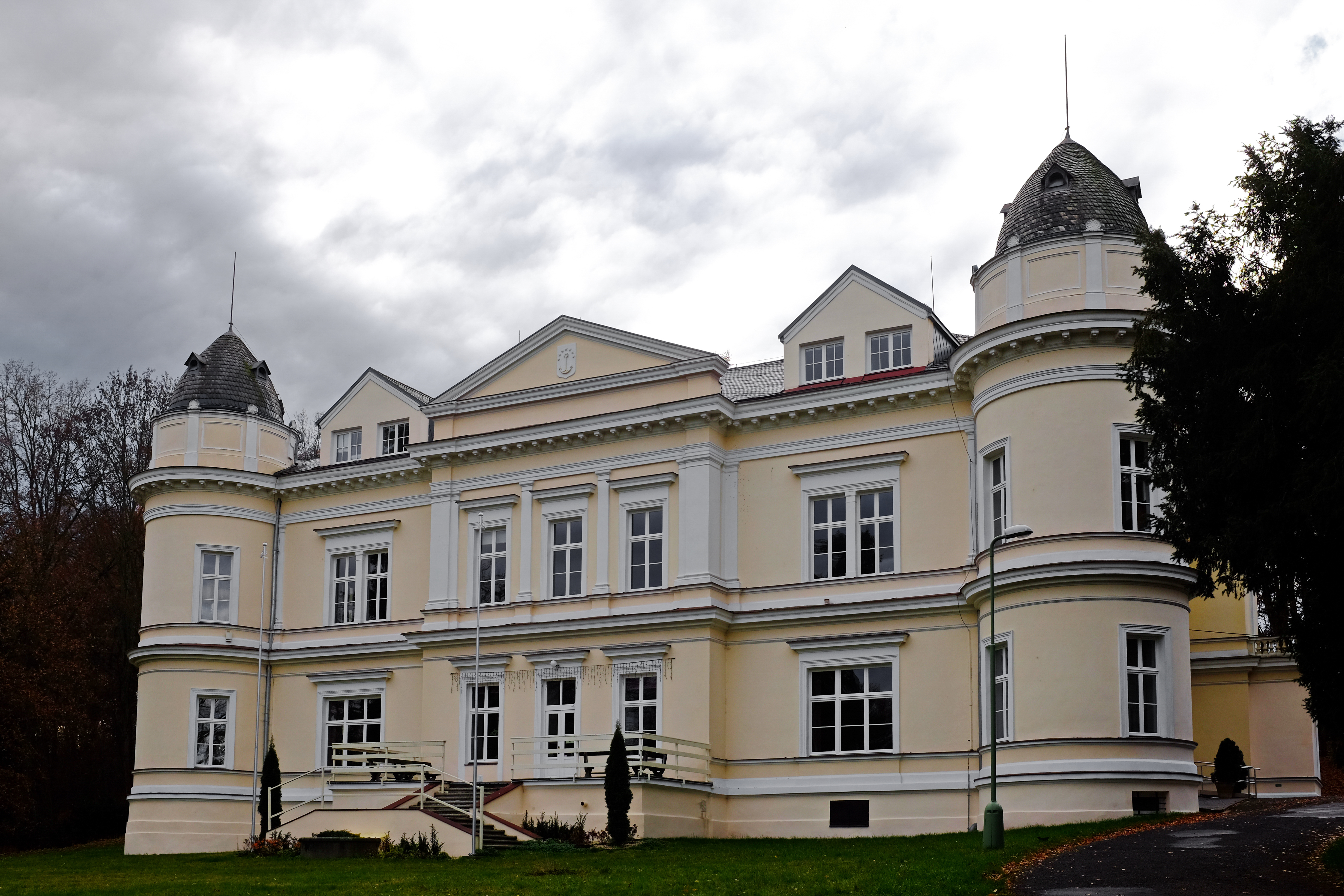
Dalovice : nouveau château.

## Transports
Par la route, Dalovice se trouve à 4 km du centre de Karlovy Vary et à 128 km de Prague.